# Праздники Ватикана
Праздники Ватикана — официальные праздники Ватикана, которые являются выходными днями.
| Дата                        | Праздник                                              | Оригинальное название                                               | Примечания                                                                                               |
| --------------------------- | ----------------------------------------------------- | ------------------------------------------------------------------- | --- |
| 1 января                    | Новый год / Торжество Пресвятой Богородицы            | Maria Santissima Madre di Dio                                       | |
| 6 января                    | Богоявление                                           | Epifania del Signore                                                | |
| 11 февраля                  | Основание Города Ватикана                             | Anniversario della istituzione dello Stato della Città del Vaticano | В 1929 году были подписаны Латеранские соглашения, закрепившие за Ватиканом статус суверенной территории |
| 13 марта                    | День избрания Франциска папой римским                 | Anniversario dell’Elezione del Santo Padre                          | |
| 19 марта                    | День Святого Иосифа                                   | San Giuseppe                                                        | |
| назначается                 | Пасхальное воскресение                                | Pasqua                                                              | |
| 1-й понедельник после пасхи | Пасхальный понедельник                                | Lunedì dell’Angelo, Pasquetta                                       | |
| 23 апреля                   | День Святого Георгия                                  | Onomastico del Santo Padre                                          | Именины папы Франциска (до избрания: Хорхе Марио Бергольо)                                               |
| 1 мая                       | День Иосифа Труженика как покровителя всех трудящихся | San Giuseppe lavoratore                                             | |
| 29 июня                     | День Петра и Павла                                    | Santi Pietro e Paolo                                                | |
| 14 августа                  | Канун Взятия Пресвятой Девы Марии в небесную славу    | Vigilia dell’Assunzione di Maria in Cielo                           | |
| 15 августа                  | Взятие Пресвятой Девы Марии в небесную славу          | Assunzione di Maria in Cielo                                        | |
| 1 ноября                    | День всех святых                                      | Ognissanti или Tutti i santi                                        | |
| 8 декабря                   | Непорочное зачатие Девы Марии                         | Immacolata Concezione (или просто Immacolata)                       | |
| 25 декабря                  | Рождество Христово                                    | Natale                                                              | |
| 26 декабря                  | День Святого Стефана                                  | Santo Stefano                                                       | |